# Dária
A Dária női név a Dárius női párja.

## Alakváltozatok
- Dára:[1] a Dária vagy a Darina rövidülése.[2]
- Darina:[1] szláv eredetű név, a jelentése ajándék, de lehet a Dária továbbképzése is.[3]
- Darinka:[1] a Darina önállósult beceneve.[3]
- Daria:[1] a Dária ékezet nélküli változata.

## Gyakorisága
Az 1990-es években a Dária, Dára, Darina szórványos, a Darinka, Daria igen ritka név volt, a 2000-es években nem szerepelnek a 100 leggyakoribb női név között.

## Névnapok
Dária, Dára, Daria
- október 25.[2]

Darina, Darinka
- február 24.,[3] szökőévekben február 25.; december 31.[3]

## Híres Dáriák, Dárák, Darinák, Darinkák, Dariák
- Dadiani Dária grúz királyné (1738–1807), grúzul Daredzsán

- Darinkának hívták az Egy erkölcsös éjszaka című, Hunyady Sándor színdarabjából forgatott, Makk Károly által rendezett és 1978-ban bemutatott magyar filmdráma egyik női főszereplőjét, akit Tarján Györgyi formált meg, alakításával elnyerve abban az évben a legjobb női epizódalakítás díját.